# Euderces dilutus
Euderces dilutus là một loài bọ cánh cứng trong họ Cerambycidae.